# 松本圭祐
松本 圭祐（まつもと けいすけ、1985年7月20日 - ）は、日本のフリーアナウンサー、カバディ選手。大阪府出身。Sports Zone所属。現男子カバディ日本代表選手。

## 経歴・人物
スポーツを仕事にするため早稲田大学スポーツ科学部に入り、ラグビー部の日本選手権での勝利を見て実況を志す。
2008年から2010年まで、エバラヴィッキーズのアリーナMCを務めた。
2012年、Sports Zoneに所属。
学生時代、バスケットボールをプレーしていた経験からバスケ実況の担当が多い。
またカバディ選手としても活動していて、カバディ日本代表に選ばれている。

## 出演
- バスケットボール中継（Bリーグ・NBAなど、J SPORTS・DAZN・バスケットLIVE）実況
- ラグビー中継（ジャパンラグビーリーグワン・全国高等学校ラグビーフットボール大会など、J SPORTS・DAZN）実況
- メジャーリーグ中継（J SPORTS）実況
- 東京六大学野球中継（ABEMA）実況
- 高校野球中継（JCOM）実況